# Al Magharibia
Ne doit pas être confondu avec Al Maghribia.
Al Magharibia  est une chaîne de télévision généraliste privée créée à Londres en juin 2011 et basée depuis 2013 en France à Paris, elle est proche du réseau des islamistes radicaux du FIS,,. Son fondateur est Oussama Madani, fils d'Abbassi Madani,,.

## Directeurs et actionnaires
La chaîne est créée le 22 juin 2011 à Londres par Oussama Madani, sous le nom juridique de El Magharibia Press Ltd,.
Elle changera souvent de licence juridique, entre Quick sequence LTD et Awraas TV Limited, toutes de droit britannique. Ses principaux directeurs sont le Britannique Adel Djebali (également directeur de Ooredoo Corporate LTD, ancien directeur d'Al Rayan Banque limited et directeur d'une des nombreuses boulangeries londoniennes de la famille de Mohamed Larbi Zitout) et le Belge Mohammed Lassaad Malki,. L'actionnaire de Awraas TV Limited est le Tunisien installé en Suisse Adel Mardassi, lui-même membre de la fondation saoudienne Confluence installée à Genève qui soutient les chaines communautaires installées en Europe.
Dans le contexte du Hirak, elle change sa ligne éditoriale, passant de la défense de l'islamisme à la défense de l'opposition algérienne et « se veut plus libérale ».
En octobre 2019, elle est suspendue. Elle émet alors sous un nouveau nom, Hirak TV, elle-même suspendue à son tour.

## Journalistes
Le journaliste Salim Salhi était rédacteur en chef et présentateur de la chaîne à ses débuts. Ghani Mahdi a présenté l'émission satirique Wech qalou fel journan? entre 2013 et 2016. Djamel Eddine Benchenouf est le présentateur vedette actuel de la chaîne.
Depuis le début du Hirak algérien , la chaîne sert de porte voix pour les algériens du pays ou de la diaspora pour exprimer leurs opinions et les préoccupations des algériens sur les sujets politiques, économiques et sociaux; souvent très critiques envers le pouvoir algérien.
Le rappeur Lotfi Double Kanon présente l'émission "faragh qalbek".

## Diffusion
Al Magharibia TV est disponible sur le satellite Nilesat à la fréquence 10815 h 27500. et le satellite Hot Bird à la fréquence 11642 h 27500. En août 2024, Eutelsat annonce éteindre le 31 août le signal satellitaire de la chaîne.